# Metro w Lyonie
Metro w Lyonie (fr. métro de Lyon) – system kolei podziemnej we francuskim mieście Lyon. Uruchomiony w 1978 jest trzecim systemem metra we Francji po Paryżu (1900) i Marsylii (1977). Obecnie posiada 4 linie o łącznej długości 32,05 km, co daje mu drugie miejsce pod względem liczby linii po metrze paryskim.
Pierwszy projekt budowy metra w Lyonie pojawił się już w 1900. Ale dopiero w latach sześćdziesiątych rozpoczęto właściwe prace projektowe, a budowę rozpoczęto w 1973. W 1978 otwarto 2 pierwsze linie A i B, w 1981 – linię C, a w 1991 – linię D. Obecnie planowane jest przedłużenie najstarszych linii o kolejne odcinki. Wagony kursujące na linii D są zdalnie sterowane, nie ma w nich maszynisty. Linia C jest w początkowym odcinku swego rodzaju zębatą kolejką górską, a po wjeździe na Croix Rousse szyna zębata się kończy i wagony jadą dalej do Cuire w poziomie jak normalne metro.
Metro w Lyonie jest obsługiwane przez pociągi ogumione na linii A, B, D.
System metra uzupełniają trzy linie tramwajowe: T1, T2 otwarte w 2001 i T3 (2006) oraz linia tramwaju dwusystemowego Rhônexpress (2010).

## Linie metra
| Linia | Kolor        | Otwarcie | Liczba stacji | Długość linii | Stacje końcowe                                |
| ----- | ------------ | -------- | --- | ------------- | --------------------------------------------- |
| A     | czerwony     | 1978     | 13 Cordeliers, Foch, Cusset, Masséna, République – Villeurbanne, Laurent Bonnevay – Astroballe, Gratte-Ciel, Flachet, Ampère – Victor Hugo, Bellecour, Charpennes – Charles Hernu, Hôtel de Ville – Louis Pradel | 8 km          | Perrache – Vaulx-en-Velin – La Soie           |
| B     | niebieski    | 1978     | 9 Stade de Gerland, Place Jean Jaurès, Saxe – Gambetta, Jean Macé, Debourg, Brotteaux, Gare Part-Dieu – Vivier Merle, Place Guichard – Bourse du Travail                                                         | 6 km          | Charpennes – Charles Hernu – Stade de Gerland |
| C     | pomarańczowy | 1981     | 5 Hôtel de Ville – Louis Pradel, Cuire, Hénon, Croix-Rousse, Croix-Pâquet | 2,5 km        | Hôtel de Ville – Louis Pradel – Cuire         |
| D     | zielony      | 1991     | 15 Valmy, Garibaldi, Parilly, Sans Souci, Monplaisir – Lumière, Mermoz – Pinel, Vieux-Lyon – Cathédrale Saint-Jean, Grange Blanche, Guillotière, Gorge de Loup                                                   | 13 km         | Gare de Vaise – Gare de Vénissieux            |

## Stacje techniczne
- Ateliers de la Poudrette, linie: A, B
- Ateliers d’Hénon, linia C
- Ateliers du Thioley, linia D